# 1890년 영화
다음은 1890년 영화에 관한 정보이다. 1890년 영화계의 사건과 영화 목록, 영화인에 대해 다룬다.

## 사건

1890년 워즈워스 도니소프가 촬영한 영국 런던 트라팔가 광장의 전경 중 현존하는 10프레임 분량의 영상

- 영국의 발명가 윌리엄 프리즈그린이 1889년 런던 하이드파크에서 처음 활동사진을 찍어 성능을 확인한 셀룰로이드 필름에 대해 특허를 받았다.
- 스코틀랜드의 윌리엄 케네디 딕슨이 토머스 에디슨의 의뢰로 원형 키네토그라프의 제작을 마쳤다 (1889년이라는 설도 있음). 이를 통해 촬영된 최초의 영화가 바로 <멍키샤인> (Monkeyshines).

## 영화
- <런던의 트라팔가 광장> (London's Trafalgar Square) - 윌리엄 카 크로프트와 워즈워스 도니소프 제작.
- <멍키샤인> 연작 - 1889년 6월 혹은 1890년 11월에 촬영된 것으로 추정. 윌리엄 케네디 딕슨 제작.
- <모스키냐> - 에티엔쥘 마레 제작.
- <첼시 킹스로드의 교통> (Traffic in King's Road, Chelsea) - 윌리엄 프리즈그린 제작.

## 사망
- 9월 16일 - 프랑스의 영화제작자 루이 르 프랭스

## 같이 보기
- 19세기 영화
- 1890년대 영화